# Андамарка
Андамарка, также: Сантьяго-де-Андамарка (исп. Andamarca , кечуа Antamarka) — город на западе Боливии. Административный центр провинции Суд-Карангас в департаменте Оруро.

## География
Расположен в 120 км к юго-западу от города Оруро, на высоте 3748 м над уровнем моря, в 10 км к западу от озера Поопо.

## Население
Население по данным переписи 2001 года насчитывало 302 человека; по данным на 2010 год оно составляет 374 человека. Большая часть населения говорит на языке аймара.